# Тапенов, Ерсаин Кандержанулы
Ерсаин (Ерсайын) Кандержанулы Тапенов (каз. Ерсайын Қандержанұлы Тәпенов; 16 октября 1945, Семипалатинск, Казахская ССР, СССР — 29 июля 2020, Семей, Казахстан) — советский и казахский театральный режиссёр

, театральный педагог, профессор. Заслуженный деятель Казахстана (1995), лауреат Государственной премии Казахской ССР в области литературы и искусства (1982).

## Биография
Родился 16 октября 1945 года в Семипалатинске.
В 1968 году окончил режиссерский факультет Московского государственного института театрального искусства (ГИТИС). (педагоги Н. П. Охлопков, А. В. Эфрос, В. Ф. Дудин).
В 1974—1976 годах проходил стажировку под руководством В. Н. Плучека в Театре Сатиры (Москва).
С 1968 по 1974 год — режиссёр Семипалатинского областного драматического театра;
С 1976 по 1979 год — главный режиссёр Тургайского областного музыкально-драматического театра;
С 1979 по 1990 год — главный режиссёр Карагандинского областного драматического театра;
С 1990 года — главный режиссёр Павлодарского областного музыкально-драматического театра;
С 2011 года — преподаватель театрального факультета Казахского национального университета искусств, почётный профессор Университета;

## Избранные постановки
Из казахской и мировой классики и современной драматургии:
- М. Ауэзов «Айман—Шолпан»;
- М. Ауэзов каз. «Дос — Бедел дос»;
- Б. Майлин «Шуга»;
- Г. Мусрепов «Козы Корпеш-Баян сулу»;
- Г. Мусрепов «Акан серэ — Актокты»;
- Г. Мусрепов, Е. Г. Брусиловский «Кыз Жибек»;
- Г. Мусрепов каз. «Махаббат туралы поэма»;
- Калтай Мухамеджанов «Волчонок под шапкой»;
- Исабеков, Дулат «Старшая сестра»;
- Исабеков, Дулат «Наследники»;
- О. Сулейменов, Б. Мукай каз. «Заманақыр»
- Шаханов, Мухтар «Отрарский дастан»;
- Айтматов, Чингиз «Материнское поле»;
- Ахтанов, Тахави «Печаль любви»;
- Цагарели, Авксентий «Ханума»;
- Н. В. Гоголь «Женитьба»;
- А. П. Чехов «Чайка»;
- Еврипид «Медея»;
- Шекспир, Уильям «Укрощение строптивой»;
- Шекспир, Уильям «Король Лир»;

Ориентация на поэзию, пластическое и целостное сценическое впечатляющее решение-характерная черта его режиссуры.

## Награды и премии
- 1982 — Государственная премия Казахской ССР в области литература и искусства за постановку спектакля «Равноденствие» С. Жунусова.
- 1995 — почётное звание «Қазақстанның еңбек сіңірген қайраткері» (Заслуженный деятель Казахстана) — за выдающиеся заслуги в развитии и развитии отечественного театрального искусства.;
- 1998 — Медаль «Астана»;
- 2003 — Государственная стипендия Республики Казахстан в области культуры и искусства;[1]
- 2005 (12 декабря) — Медаль «Ерен Еңбегі үшін» (За трудовое отличие) — за значительный вклад в театральное искусство и в связи с 60-летием со дня рождения.;
- 2008 — Медаль «10 лет Астане»;
- 2011 — Медаль А. П. Чехова за постановку спектакля «Чайка» и верность театру. (Россия);[2][3]
- 2015 — Почётная грамота Министерства культуры и спорта Республики Казахстан;
- 2015 — Медаль «550-летие Казахского ханства»;